# 青春之星校際音樂大賽
青春之星校際音樂大賽 ，後改青春之星國際音樂大賽。是由台北國際社區文化基金會主辦， ICRT、台灣可口可樂、民生報、台灣麥當勞及滾石唱片等單位協辦，民國76年 (1987年) 至民國82年 (1993年)共舉辦7屆。此音樂大賽挖掘出不少樂譠知名音樂人，如：黃品源、莫凡、王識賢、小剛、熊天平等人。

## 源起
民國75年 (1986年) 冬未，由台北國際社區文化基金會主辦的青春之星校際音樂大賽，在ICRT開始一連串宣傳活動，其主旨為提升國內的音樂水準，促進國際音樂交流，發掘培養校際音樂人才，並將全部收入成立永久性音樂奬學金，幫助及培植國內值得鼓勵的音樂人才。

## 歷程
第一屆 - 於民國 75 年 (1986年) 12 月 17 日舉辨初選，共有台灣 58 所大專院校參加。民國 76 年 (1987年) 6月13日於中華體育館舉辦第一屆決賽，由李宗盛、沈春華擔任主持人，評審有李泰祥、范宇文、張弘毅、呂麗莉、史擷詠、鈕大可、段鍾潭、Frank Day、Tony Tallor、Boddy Kong等人，第一屆決賽第一名國立藝專「傷逝者」，第二名南開工專「難過的不是你離開我」，第三名嶺東商專「過程」等，前計十名優勝，由滾石唱片集輯出版「青春之星」唱片。

- 首張專輯之主題曲「青春之星」為ICRT台歌，因此中國廣播公司基於商業利益，下令在各個節目中不得訪問「青春之星」任何歌手、播放歌曲，並抽掉相關廣告。

第二屆 - 民國 77 年 (1988年) 決賽主持人為李宗盛、方笛。

第三屆 - 民國 78 年 (1989年) 新增「最佳編曲」與「最佳創作」兩獎項，而此大賽已成為大專院校廣受矚目校際活動，主辦單位決定於下一屆第四屆擴大比賽範圍，邀請國外學生參加比賽以促進國際學生音樂交流。

第四屆 - 民國 79 年 (1990年) 開始開放跨校組隊如「新印象」、「熱門隊」，也首次開放外國隊伍參加，有香港中文大學「何許人」、新加坡大學爵士樂團等兩代表隊加入競逐決賽，此次並由新加坡大學以爵士樂創作曲「自由之路」贏得總冠軍。

第五屆 - 民國 80 年 (1991年) 共取國內 6 隊: 國立台灣大學、台北商專、中國文化大學、野獸派 (東海大學、輔仁大學組成)、KCN (樹德工專、建國工專、中山醫學院組成)、同楊隊 (輔仁大學、國立台灣大學組成)，國外 4 隊: 新加坡、香港、馬來西亞、印尼，合計 10 隊爭取 5 優勝名額。

第六屆 - 民國 81 年 (1992年) 青春之星校際音樂大賽正式更名為青春之星國際音樂大賽，並新增「金手奬」編曲與吉他創作兩奬項。

第七屆 - 民國 82 年 (1993年) 是最後一屆。

## 歷屆獲奬名單

### 1987年(第一屆)
| 名次 | 學校         | 創作歌曲           | 其他 |
| ---- | ------------ | ------------------ | ---- |
| 1    | 國立藝專     | 傷逝者             |      |
| 2    | 南開工專     | 難過的不是你離開我 |      |
| 3    | 嶺東商專     | 過程               |      |
| 4    | 崑山工專     | 蛻變               |      |
| 5    | 高雄醫學院   | 山村小景           |      |
| 6    | 國立藝術學院 | 河童               |      |
| 7    | 中原大學     | 關渡印象           |      |
| 8    | 台北醫學院   | 一個靈魂的獨白     |      |
| 9    | 台灣大學     | 我的歌             |      |
| 10   | 陽明醫學院   | 風起三月           |      |

### 1988年(第二屆)
| 名次 | 學校                         | 創作歌曲           | 其他         |
| ---- | ---------------------------- | ------------------ | ------------ |
| 1    | 文化大學                     | 琵琶行懷           |              |
| 2    | 光武工專                     | 將進酒             |              |
| 3    | 台灣大學                     | 讓思念揚起祝福的帆 |              |
| 4    | 世界新專                     | 失落的歲月         |              |
| 5    | 高雄醫學院                   | 嫁小妹             |              |
| 6    | 海洋學院                     | 大學生             |              |
| 7    | 樹德工專(現在的修平科技大學) | 歲末心曲           | 熊天平(熊威) |
| 8    | 國立藝術學院                 | 去                 |              |
| 9    | 輔仁大學                     | 抬起頭來           |              |
| 10   | 台北體專                     | 涼夜               | 王識賢(主唱) |

### 1989年(第三屆)
| 名次 | 學校         | 創作歌曲        | 其他     |
| ---- | ------------ | --------------- | -------- |
| 冠軍 | 台灣大學     | 涼風            |          |
| 優勝 | 中央大學     | The Wild Street |          |
| 優勝 | 世界新專     |                 |          |
| 優勝 | 新埔工專     | 描述            |          |
| 優勝 | 中興大學     |                 |          |
| 優勝 | 國立藝術學院 |                 |          |
| 優勝 | 東吳大學     |                 |          |
| 優勝 | 中興法商     |                 | 最佳編曲 |
| 優勝 | 文化大學     |                 |          |
| 優勝 | 東海大學     |                 | 最佳創作 |

### 1990年(第四屆)
| 名次 | 學校       | 創作歌曲              | 其他                           |
| ---- | ---------- | --------------------- | ------------------------------ |
| 1    | 新加坡大學 | 自由之路              | 最佳編曲、最佳創作             |
| 2    | 台灣大學   | Fading Love           | 陳韻合, 詹兆源                 |
| 3    | 東海大學   | I don’t wanna be free | Tomsawyer                      |
| 4    | 輔仁大學   |                       | 陳冠蒨一人樂團                 |
| 5    | 新印象     | 捨不得                | 台中商專與東吳大學組成跨校隊伍 |

### 1991年(第五屆)
| 名次 | 學校     | 創作歌曲      | 其他                               |
| ---- | -------- | ------------- | ---------------------------------- |
| 1    | 文化大學 | 台灣製的我們  |                                    |
| 2    | 印尼隊   |               | 最佳創作                           |
| 3    | KCN      | Blue Here     | 樹德工專、建國工專、中山醫學院組成 |
| 4    | 新加坡   |               |                                    |
| 5    | 台灣大學 | Wave Function |                                    |

## 音樂人
由此大賽被發掘的音樂人才

### 歌手
| - 黃品源 - 熊天平 - 小剛 - 王識賢 | - 林正如 - 莫凡 - 陳冠蒨 - 孫耀威 | - 侯志堅 - 王柏森 - 洪筠惠 - 張雨生 | - 是娟 - 黃心懋 - 阮丹青 |

### 音樂製作人及專業人員
| - 董運昌 |